# Campeonato de Australia 1930
Lista de los campeones del Abierto de Australia de 1930:

## Individual masculino
Edgar Moon (AUS) d. Harry Hopman (AUS),  6–3, 6–1, 6–3

## Individual femenino
Daphne Akhurst (AUS) d. Sylvia Lance Harper (AUS), 10–8, 2–6, 7–5

## Dobles masculino
Jack Crawford/Harry Hopman (AUS)

## Dobles femenino
Margaret Molesworth (AUS)/Emily Hood (AUS)

## Dobles mixto
Nell Hall Hopman (AUS)/Harry Hopman (AUS)
| Predecesor: 1929                                       | Abierto de Australia 1930 | Sucesor: 1931                         |
| Predecesor: Campeonato nacional de Estados Unidos 1929 | Grand Slam 1930           | Sucesor: Torneo de Roland Garros 1930 |

- Datos: Q640120